# جوليان بيانكون
جوليان بيانكون (بالفرنسية: Giulian Biancone)‏ (مواليد 31 مارس 2000) هو لاعب كرة قدم فرنسي يلعب كمدافع في نادي موناكو.

## روابط خارجية
- جوليان بيانكون على موقع الاتحاد الأوربي (الإنجليزية)
- جوليان بيانكون على موقع إي إس بي إن إف سي (الإنجليزية)
- جوليان بيانكون على موقع قاعدة بيانات كرة القدم.إي يو (الإنجليزية)
- جوليان بيانكون على موقع ليكيب (الفرنسية)
- جوليان بيانكون على موقع Soccerbase.com (لاعب) (الإنجليزية)
- جوليان بيانكون على موقع Soccerway.com (الإنجليزية)
- جوليان بيانكون على موقع عالم كرة القدم.نت (الإنجليزية)
- جوليان بيانكون على موقع AS.com (الإسبانية)